# 명랑 개구리 뽕키치
《명랑 개구리 뽕키치》(ど根性ガエル 도콘조가에루[*])는 요시자와 야스미가 그린 만화이다. 슈에이샤의 만화 잡지 《주간 소년 점프》에서 1970년 7월 27일부터 1976년 6월 14일까지 연재되었고 27권의 단행본으로 발매되었다. 도쿄 무비 신샤를 통하여 두 차례 애니메이션으로 제작되어 1972년 10월 7일부터 1974년 9월 28일까지, 1981년 9월 7일부터 1982년 3월 29일까지 방송되었다.
2015년 7월부터는 NTV에서 텔레비전 드라마로 방송 중이다.

## 텔레비전 드라마

### 출연진
- 마츠야마 켄이치
- 미츠시마 히카리
- 마에다 아츠코
- 카츠지 료
- 아라이 히로후미
- 야쿠시마루 히로코
- 미츠이시 켄
- 시라이시 카요코
- 덴덴

### 제작진
- 원작: 요시자와 야스미
- 각본: 오카다 요시카즈